# Лео да Винчи: Мисия Мона Лиза
„Лео да Винчи: Мисия Мона Лиза“ (на италиански: Leo Da Vinci - Missione Monna Lisa) е италианско-полска компютърна анимация от 2018 г. на режисьора Серхио Манфио. Премиерата на филма е в Италия на 11 януари 2018 г. и печели $2,594,932 в световен мащаб.

## В България
В България филмът е пуснат по кината на 30 октомври 2020 г. от „Про Филмс“.
| Роля          | Изпълнител                                                                  |
| ------------- | --------------------------------------------------------------------------- |
| Лео           | Владимир Зомбори                                                            |
| Лиса          | Елена Грозданова                                                            |
| Лоренцо       | Александър Хаджиангелов                                                     |
| Пиколо        | Александър Добрев                                                           |
| Агнес         | Александрина Пачева                                                         |
| Чако          | Радослав Рачев                                                              |
| Главатаря     | Георги Иванов                                                               |
| Други гласове | Виктор Иванов Любомир Желев Сотир Мелев Марио Иванов Стефан Сърчаджиев-Съра |

| Обработка           | студио „Про Филмс“                              |
| ------------------- | ----------------------------------------------- |
| Режисьор на дублажа | Евгения Ангелова                                |
| Тонрежисьори        | Детелина Ралчевска Марио Иванов Станислав Донев |
| Преводач            | Деница Цветкова                                 |